# Partit Obrer d'Unificació Marxista
El Partit Obrer d'Unificació Marxista (POUM) va ser un partit marxista d'àmbit de l'Estat espanyol, amb presència majoritària a Catalunya i el País Valencià, fundat el 1935. Autodefinit com a «marxista revolucionari»', va elaborar una actuació i un pensament revolucionari propi i autònom, en la línia d'un socialisme democràtic internacionalista, oposant-se a l'estalinisme, cosa que el va portar a la il·legalització, la clandestinitat i la persecució. La seva organització juvenil va ser la Joventut Comunista Ibèrica (JCI).

## Els inicis del POUM (setembre de 1935-juliol de 1936)

### Fundació
El POUM neix a Barcelona el 29 de setembre de 1935, en un període crucial de la Segona República, comprés entre el moviment revolucionari d'octubre de 1934 i la revolta militar del 18 de juliol de 1936, que va causar l'inici de la Guerra Civil.

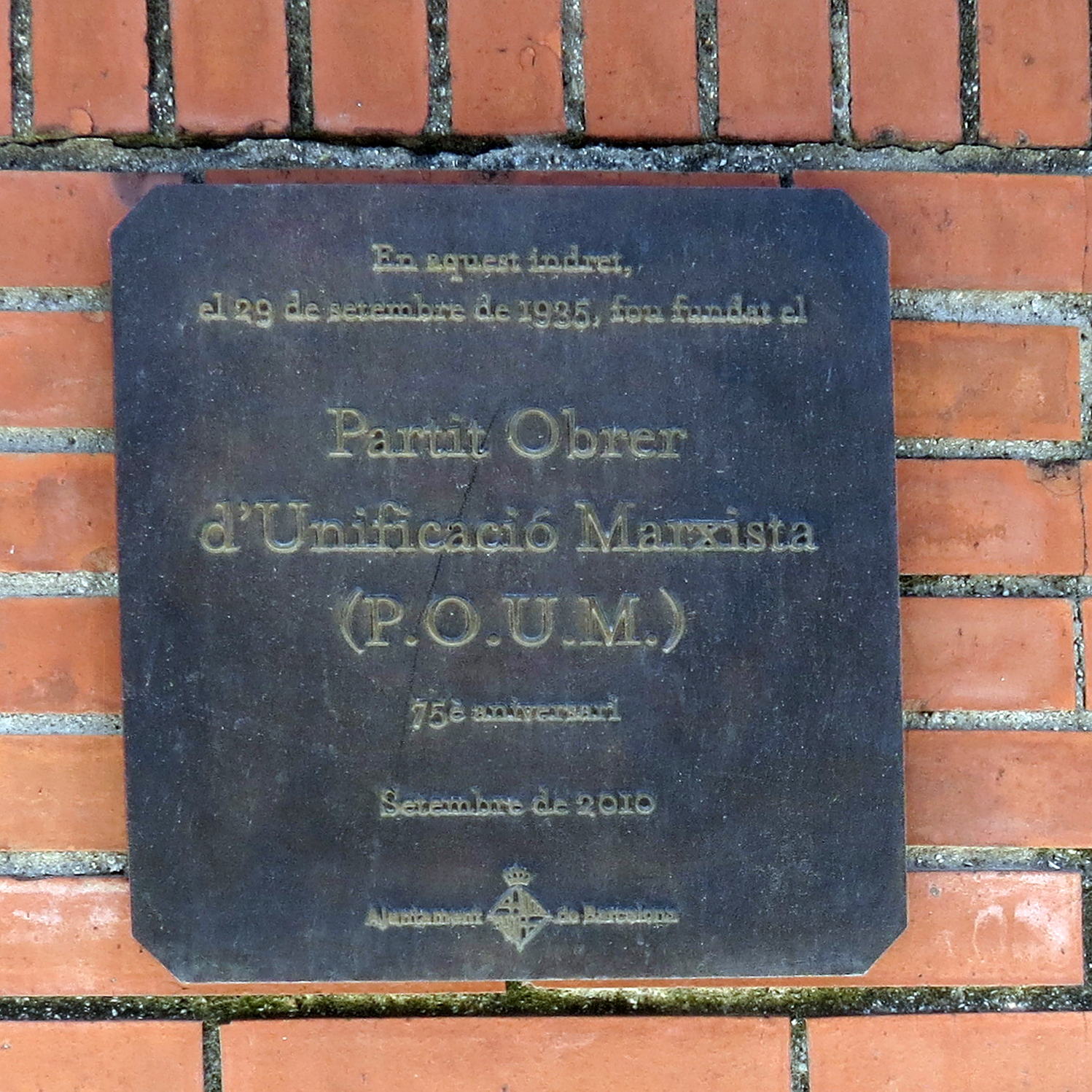
Barcelona, placa a la casa on es fa fundar el POUM

El POUM era resultat de la unificació de l'Esquerra Comunista d'Espanya (ICE) amb el Bloc Obrer i Camperol (BOC). L'ICE era un partit d'origen trotskista que havia trencat amb Trotski abans del 1935. Va ser fundat per Andreu Nin i Juan Andrade. Nin i la major part dels militants de l'ICE pretenien crear un partit unificat revolucionari que fos el partit marxista del proletariat per la fusió dels diversos partits marxistes espanyols, en comptes de seguir la consigna de Trotski d'infiltrar-se en el PSOE per donar suport a la facció esquerrana i "boltxevitzar" el partit. El BOC era un partit comunista implantat sobretot a Catalunya. El seu màxim dirigent era Joaquim Maurín i Julià. Maurín ja havia sigut dirigent de la Federació Comunista Catalano-Balear, federació territorial del Partit Comunista d'Espanya (PCE) escindida d'aquest partit. Tot i això, en la fundació del POUM també hi va haver altres personatges importants, com Emili Losada Hereu.
El 29 de setembre de 1935 es van reunir representants del Bloc Obrer i Camperol i d'Esquerra Comunista d'Espanya: Joaquim Maurín, Andreu Nin, Jordi Arquer, Pere Bonet, Narcís Molins, Josep Coll, Josep Rovira i Ignacio Iglesias i van crear el Partit Obrer d'Unificació Marxista (POUM). Aquesta reunió fundacional es va fer a Barcelona, al carrer Montserrat de Casanovas, 110 (24 en la numeració antiga), que era el domicili de Carlota Durany i Francesc de Cabo, destacats membres del partit.

Bandera del POUM

Malgrat la diferència numèrica de militants entre els dos partits (uns 500 de l'ICE enfront de 5.000 del BOC), la fusió en el POUM es va donar en igualtat de condicions entre ambdós grups. Nin i Maurín van passar a ser els grans líders carismàtics del POUM.
El lloc on el POUM va tenir més implantació va ser Catalunya (gràcies als militants aportats pel BOC) i el País Valencià. Tenia també una implantació minoritària a Madrid, i una presència testimonial en altres parts de l'estat, com Extremadura, Astúries i el País Basc.
Ambdues organitzacions fundadores del POUM eren faccions discrepants del Partit Comunista d'Espanya i de la Internacional Comunista (Komintern). La seva heterodòxia dins el comunisme els va marginar i enemistar amb un Komintern disciplinat en el seguiment de l'URSS.

### El programa i l'organització del POUM
El POUM va criticar el que considerava la degeneració burocràtica i totalitària de la Revolució russa de la mà de Stalin. El POUM va ser l'únic partit que va condemnar els Processos de Moscou en el seu periòdic La Batalla. Malgrat ser un partit marxista revolucionari, en el POUM hi havia una pluralitat de tendències internes. A banda dels extrotskistes de l'ICE, del BOC van arribar comunistes oposats a la burocratització i a la línia del PCE i del Komintern. També el BOC va aportar catalanistes d'extrema esquerra (Josep Rovira i Canals) i sindicalistes revolucionaris (com el mateix Maurín).

### El POUM i les nacionalitats oprimides
Segons les tesis del POUM, el proletariat només pot tenir una actitud: sostenir activament el dret indiscutible dels pobles a disposar lliurement de les seves destinacions i a constituir-se en estat independent, si aquesta és la seva voluntat. Això no significava que no apostessin per estar units els treballadors de les diferents nacions de l'estat, però consideraven que el reconeixement del dret indiscutible dels pobles a disposar de les seves destinacions, d'un costat, i la lluita comuna dels obrers de totes les nacions de l'estat, de l'altre costat, constituïxen la premissa indispensable de la futura confederació de pobles lliures.

### El POUM i el feminisme[4]
Després que el govern de Largo Caballero (setembre de 1936) decretés la dissolució de les Milícies Antifranquistes i la seva integració en l'exèrcit regular, les milicianes del POUM es van veure forçades a tornar a la rereguarda o a fer feines auxiliars. Arran d'això, milicianes del POUM, entre elles Pilar Santiago Bilbao i Maria Teresa Garcia Banús creen un secretariat Femení.
Des d'aquest secretariat, que reivindica la igualtat en drets i obligacions, el feminisme proletari com via d'emancipació de la dona i que critica l'aliança amb el feminisme burgès, es crea una secció femenina. Es realitza formació per a les membres de la secció en infermeria idiomes i cultura general, es crea un taller de costura i confecció i es fan lectures comentades. També es crea el diari Emancipación (febrer 2017) amb una clara vocació feminista, com amb la publicació de biografies de dones (Rosa Luxemburg, Luisa Michel…) amb activitat pública i que trenquen els rols tradicionals de gènere.
El març de 1937 se celebra la Conferència Nacional de Dones a Barcelona amb l'objectiu de crear Comitè Central Femení i un Comitè Central ampliat. Debaten sobre l'avortament i, entre les reivindicacions que es fan està: «mateix sou per feina d'igual valor», participació en les corporacions i comitès de fàbrica i que cada districte de Barcelona tingui consultoris mèdics i psicològics per informar sobre la prevenció de l'embaràs.

### El POUM i el Front Popular
Fins i tot essent un partit marxista revolucionari, el 1935 es va considerar que el dilema polític a l'Estat espanyol no era entre donar suport o atacar la República democràtica i liberal, sinó entre el socialisme i el feixisme. En conseqüència, el POUM va ser un dels partits signants del pacte electoral del Front Popular al començament de 1936. Açò es va justificar perquè el programa del Front Popular, encara que limitant-se a proposar certes reformes econòmiques que no suposaven cap ruptura amb el capitalisme, incloïa l'amnistia per als que hagueren participat en el moviment revolucionari d'octubre de 1934, i perquè ni el PCE ni el PSOE van acceptar una coalició electoral socialista que excloguera als partits republicans "burgesos".
En les eleccions de febrer de 1936, Joaquim Maurín, secretari general del POUM, va ser elegit diputat per a les Corts de la Segona República. En els seus discursos parlamentaris, Maurín va denunciar que el gran perill contra la República no era el moviment vaguista i d'ocupació de terres de la primavera de 1936, sinó la conspiració militar que s'estava organitzant i la violència política dretana. Maurín, a més, va acusar el govern de republicans d'esquerra de passivitat enfront dels militars i la dreta.

## El POUM durant la Guerra Civil (1936-1939)

### El POUM en la Revolució Espanyola de 1936
L'inici de la Guerra Civil va sorprendre Joaquim Maurín a Galícia, organitzant la secció gallega del POUM. A Barcelona, se'l va considerar inicialment mort pels rebels, amb la qual cosa Nin va passar a ser Secretari Executiu (va rebutjar el lloc de Secretari General per a honrar la memòria de Maurín).
En els fets del 19 de juliol a Barcelona, les acabades de constituir milícies del POUM (que provenien dels GABOCS, Grups d'Acció del BOC), dirigides per l'antic cap militar de Prats de Motlló, Josep Rovira, van combatre els militars facciosos entre altres llocs al centre de la ciutat: Plaça Universitat (on va caure un dels primers morts de la jornada, el cap de la Joventut Comunista Ibèrica, Germinal Vidal), Plaça Catalunya i els carrers adjacents.
El POUM va defensar i impulsar la Revolució social desenvolupada a Catalunya a partir de la derrota del feixisme per part de la classe obrera amb l'esfondrament del poder de l'Estat republicà: col·lectivitzacions, milícies, patrulles de control, expropiacions, el Consell de l'Escola Nova Unificada… Va participar, juntament amb la CNT-FAI i el moviment llibertari, les altres organitzacions socialistes, sindicals, obreres i pageses, els rabassaires i, en molts casos, les catalanistes i republicanes, en els múltiples «Comitès» del nou ordre revolucionari que es va estendre de forma hegemònica pel país fins a l'octubre de 1936 (Decret de dissolució); posteriorment i actuant molts Comitès sota el nom de Consells municipals, fins a anar-se imposant la contrarevolució del primer semestre del 1937. Formà part des del primer moment del Comitè Central de Milícies Antifeixistes, que fou l'òrgan català del poder revolucionari. Més endavant, degut a l'acceptació de la seva dissolució per part del nombrós moviment anarcosindicalista i llibertari (CNT-FAI), segueix aquesta actitud i la seva substitució per un Govern de la Generalitat. Nin hi serà Conseller de Justícia, posant en marxa els Tribunals Populars o establint la majoria d'edat per primera vegada als 18 anys.
Des del 23 de juliol, envià ja uns 3.000 milicians dirigits per Josep Rovira al Front d'Aragó, que es convertiran en unes 6.000 persones enquadrades a la columna Lenin al Front d'Osca a principis d'agost, conquerint alguns pobles i posicions a l'enemic. L'escriptor anglès George Orwell, hi participà i va descriure l'esperit revolucionari de les milícies en la seva famosa obra Homenatge a Catalunya.
En la mateixa època s'inicien els Judicis de Moscou. El POUM, indignat per la repressió que es desbocarà a la Gran Purga, sobretot contra la vella guàrdia bolxevic -recordem que Andreu Nin va viure forces anys a l'URSS com a dirigent de la Internacional Sindical Roja-, és de les poques veus a nivell internacional que denuncien els fets, guanyant-se clarament l'enemistat soviètica. L'evolució de la guerra fa que el Govern republicà, degut a la hipocresia del Pacte de No Intervenció, hagi de basar el seu rearmament amb l'ajuda exclusiva d'aquell país. Aquesta no s'entrega per res: a més d'arruïnar la hisenda republicana, els assessors soviètics i els comunistes prosoviètics (enquadrats a un Partit Comunista d'Espanya i un Partit Socialista Unificat de Catalunya molt controlats pels enviats del Komintern) augmenten la seva influència a nivell institucional i també social. A Catalunya, esperonades per la por a una Revolució social que les expropia i en molts casos les terroritza, les classes mitjanes passen d'una Esquerra Republicana cada cop més immobilitzada a formar part de l'únic partit que els pot garantir el retorn de l'ordre anterior: el PSUC i una UGT sota el seu control
És així que la pressió comunista cada cop més influent empeny els esdeveniments. De fet, la posició de força de Stalin fa que, finalment, el desembre el POUM siga deposat, amb l'oposició de la CNT, del Govern de la Generalitat. Aquest cop a l'organització més petita de les que impulsen la Revolució -en aquell moment propaga que té cap a uns 30.000 militants, en la seva gran majoria a Catalunya-, ve a significar l'inici del tomb a la situació que viu el país.

### La Contrarevolució: els "Fets de Maig" de Barcelona (1937)
Ja des de finals del 1936 s'originen dos debats públics, potenciats principalment pels comunistes oficials: de la demanda d'un Comandament Únic de les forces milicianes i militars que combaten al front es passa a reivindicar la creació d'un Exèrcit Popular de la República on s'integrin les milícies; de l'intent de camuflar la revolució social produïda a Catalunya, Aragó i altres zones en menor mesura es passa a qüestionar la necessitat d'impulsar-la sota la idea que cal "primer guanyar la guerra, després fer la revolució", en contra de la indissociabilitat de revolució i guerra que propugnen les forces revolucionàries com el POUM.
A partir de la nova correlació de forces que es va imposant des de l'octubre-desembre, es va passant als fets: militarització de les milícies des de gener (la Divisió Lenin es transforma en 29a Divisió de l'Exèrcit Popular); dissolució forçada de múltiples Comitès locals que es resisteixen a la seva desaparició; ofegament d'algunes col·lectivitzacions, encara que moltes aguantaran l'onada contrarevolucionària.
El 3 de maig de 1937, l'escalada de tensió entre el Govern de la Generalitat i els anarcosindicalistes arriba al seu punt culminant a Barcelona. La policia, sota control comunista, amb 200 hòmens, tracta d'apoderar-se per la força de l'edifici de la central telefònica, situada en la plaça de Catalunya, que des de l'inici de la guerra i en virtut del Decret de col·lectivitzacions estava en mans de la CNT. Després de mesos d'humiliacions i subsegüents claudicacions del sindicat, alguns sectors de la CNT decidixen resistir l'assalt, tement que eixe fóra només el principi d'accions en contra seu encara més expeditives per part del govern. Es van témer assalts a altres edificis de la CNT i ràpidament es van distribuir armes per a defendre'ls. La notícia va córrer com la pólvora i es van alçar barricades per tota la ciutat. És el que es coneix com les Jornades de Maig.
El POUM s'unirà als anarquistes en les barricades que defensen la Revolució. Mantindrà contactes amb l'Agrupació dels Amics de Durruti i crearà el Front de la Joventut Revolucionària entre les seves joventuts i les Joventuts Llibertàries. El 6 de maig, després de la crida a abandonar les barricades per part dels líders confederals, s'acaben les hostilitats. El control de l'ordre públic, però, passa a mans de l'Exercit republicà arribat de València i la Generalitat catalana perdrà el poder que de fet fins ara tenia. En aquesta situació i fruit de la propaganda comunista que l'acusa de quintacolumnista i de ser espies de Franco i el feixisme, el POUM és perseguit i il·legalitzat, la 29a Divisió és dissolta, essent detinguda la seva direcció: Andreu Nin serà, a més, segrestat pels serveis secrets soviètics que, després de torturar-lo, l'assassinaran a Alcalá de Henares.

### La repressió del govern de Negrín contra el POUM (1937-1938)
Després dels Fets de maig del 1937, en què s'enfrontaren violentament membres de la CNT-FAI i el POUM per una banda i dels partits del govern de la Generalitat (UGT, PSUC i ERC) per l'altra, s'inicià una persecució del POUM que portà a la detenció d'un gran nombre de membres del partit i a la seva il·legalització. Dins d'aquest context, Andreu Nin va ser detingut el dia 16 de juny de 1937 davant de la seu del partit a la Rambla de Barcelona. La seva detenció, però, no es feu pública fins al 22 de juny Nin va desaparèixer durant el seu trasllat a València i fou conduït a la presó d'Alcalà d'Henares. Allí, sense registrar-ne la seva entrada, va ser torturat i assassinat per agents de la policia soviètica, a les ordres del Cònsol General de la Unió Soviètica a Barcelona i enllaç de l'NKVD amb el Ministeri de l'Interior, el General Aleksandr Orlov, en l'operació Nikolai. Les circumstàncies exactes de la seva mort no han estat mai aclarides.
El govern de Largo Caballero va tractar de resistir les pressions soviètiques per a erradicar als partits dissidents, i en especial va tractar d'oposar-se a la il·legalització i a la repressió contra el POUM. No obstant això, la caiguda de Largo Caballero, en bona part deguda als Fets de maig, va vindre a encimbellar a un Juan Negrín, la qual cosa va sentenciar el destí del POUM.
Les primeres investigacions, abans de ser avortades pel govern, pareixen indicar que el segrest va ser obra d'un agent soviètic de l'NKVD cridat Aleksandr Orlov amb la col·laboració d'algunes instàncies del govern i la policia. Hom pensa que Andreu Nin hauria sigut traslladat a València i després a Madrid i Alcalá d'Henares, on, segons pareix, va ser torturat i assassinat en un xalet propietat de Constancia de la Mora i Hidalgo de Cisneros.
L'any següent, 1938, es va enjudiciar els dirigents del partit i se'ls va condemnar a presó per rebel·lió mentre es reconeixia el seu caràcter d'organització antifeixista. La intervenció de Largo Caballero, Josep Tarradellas i Federica Montseny van evitar la condemna de la pena capital. Per a aquella època, la repressió prèvia i nombrosos assassinats havien afectat el POUM, que va sobreviure en la clandestinitat fins al final de la guerra, passant directament a la lluita clandestina contra el franquisme.

### Les acusacions contra el POUM
Segons els partidaris de Trotsky, una de les tàctiques utilitzades per l'estalinisme a la Unió Soviètica, com a part de la política d'erradicació dels opositors com Nikolai Bukharin, Lev Kàmenev o Trotski, va ser associar-los amb una conjura feixista internacional de la qual serien mers agents per a la desestabilització de la revolució.
La mateixa política a l'estat hauria estat promoguda per Moscou contra els anarquistes i contra el POUM. George Orwell escriu que, la vesprada dels Fets de Maig de 1937 a Barcelona, les publicacions en mans del govern havien assumit i difós la idea amb tanta naturalitat que era difícil que inclús en periòdics esquerrans estrangers no es pensara que el POUM no era manejat des de Berlín. Això semblava encara més evident si es té en compte que el partit acusava a la República, i a la prioritat de guanyar la guerra, de contrarevolucionaris. El funcionari del Komintern, Stoyán Mínev, va dirigir l'elaboració i edició d'un calumniós llibre contra el POUM, firmat sota el pseudònim col·lectiu de "Max Rieger": Espionatge a Espanya el 1938.

## El POUM després de la fi de la Guerra Civil (1939-1980)
Acabada la Guerra Civil, els dirigents i militants del POUM, com la resta dels altres partits i sindicats del bàndol republicà van haver d'exiliar-se. Els que no van poder van ser detinguts, jutjats i empresonats (i, en alguns casos, afusellats), van seguir en la clandestinitat, intentant continuar amb la reorganització del partit.
Així mateix, molts dels exiliats al sud de l'Estat francès, van ser enviats als camps de concentració nazis de Dachau, Mauthausen o Buchenwald pels ocupants alemanys només per ser "espanyols rojos", quan no per fer propaganda de la Resistència o per participar en aquesta. L'any 1947, Wilebaldo Solano va passar a ser el nou secretari general del POUM. La Batalla va tornar a editar-se a París, nova seu del Comitè Executiu del partit.
Després de la fi de la Segona Guerra Mundial, la tendència catalanista del POUM, encapçalada per Josep Rovira, es va escindir del partit, unint-se amb una escissió catalanista del PSUC per a formar el Moviment Socialista de Catalunya (MSC) com a partit socialista català. L'MSC es redefiniria als anys 50 com a socialdemòcrata, d'on sorgirien la majoria de grups polítics fundadors del Partit dels Socialistes de Catalunya. Una segona escissió es va produir en la dècada de 1950: en el context de la Guerra Freda, alguns destacats militants històrics (com Julián Gorkín, Ignacio Iglesias, o Víctor Alba) van abandonar el POUM i es van declarar com a partidaris de la socialdemocràcia enfront del "imperialisme soviètic"; este canvi ho van justificar per la persecució patida des de 1937 per part del PCE i de l'URSS. Molts d'estos militants històrics acabarien en el PSOE (cas dels mateixos Gorkín i Iglesias). A estes escissions es va sumar una sèrie de detencions de militants en l'interior d'Espanya, que, en la pràctica, va reduir al POUM a una organització d'exiliats. El "líder carismàtic" supervivent del partit, Joaquim Maurín, va eixir de la presó en 1946, per a anar a l'exili i romandre allunyat de la política activa, crític tant amb el paper del PCE com amb el del POUM durant la guerra.
Després de la mort de Franco, i amb la base d'alguns d'eixos jóvens militants antifranquistes (com Pelai Pagès), el POUM va intentar reconstituir-se com un partit marxista revolucionari. Les activitats més destacades d'eixos anys van ser els intents d'establir aliances polítiques amb partits d'extrema esquerra, concorrent a les eleccions generals espanyoles de 1977 en la coalició Front per la Unitat dels Treballadors que no va obtenir cap parlamentari.

## Cessament d'activitat del POUM
Sense aconseguir representació electoral en les primeres eleccions de l'any 1977, on es va presentar en coalició amb la Lliga Comunista Revolucionària, Acció Comunista i l'Organització d'Esquerra Comunista, formant el Front per la Unitat dels Treballadors (FUT), el POUM va abandonar la seua activitat al començament de la dècada dels vuitanta, sense arribar a dissoldre's.

## Herència
Als anys 90, a la revisió dels tòpics creats en la transició sobre la Revolució i la Guerra Civil (el Gran Camuflatge que esmentava Burnett Bolloten) s'hi sumà l'obertura dels arxius secrets soviètics que aclariren el muntatge fabricat contra el POUM els anys 30. La caiguda del mur i del socialisme real coincidiren amb una revalorització del paper del POUM des de, entre d'altres, la difusió de la pel·lícula del cineasta anglès Ken Loach: Terra i Llibertat.
Aquests fets han ajudat a la redescoberta i reivindicació del POUM no tan sols pels qui se'n consideren hereus polítics en la societat catalana (des d'un bon grapat de col·lectius d'esquerra radical fins als de tendència socialdemòcrata), sinó també a nivell internacional, com un exemple d'alternativa socialista, democràtica i revolucionària, de no claudicació i de dignitat.